# آبهیمانیو (فیلم ۱۹۸۹)
آبهیمانیو (به هندی: Abhimanyu) فیلمی محصول سال ۱۹۸۹ و به کارگردانی تونی جونجا است. در این فیلم بازیگرانی همچون آنیل کاپور، کیمی کاتکار، پونام دیلون، سری دوی، پونام دیلون، آنیتا راج، آریونا ایرانی، پریم چوپرا، شاکتی کاپور، ای. کی. هانگال ایفای نقش کرده‌اند.